# 佐分利信
佐分利 信（さぶり しん、1909年2月12日 - 1982年9月22日）は、日本の俳優、映画監督。本名は石崎 由雄（いしざき よしお）。旧芸名に島津 元。
渋みのある演技で活躍した昭和期の二枚目俳優のひとりで、愛称は「サブリどん」。日活を経て松竹に入社し、上原謙・佐野周二と「松竹三羽烏」を結成して、戦前松竹の看板スターとして活躍した。戦後は監督業にも進出し、『執行猶予』『風雪二十年』『慟哭』などの社会派作品を発表した。1960年代はテレビドラマに活躍の場を移し、晩年は映画界に戻って貫禄のある演技を見せた。主な作品に『兄とその妹』『暖流』『戸田家の兄妹』『彼岸花』『華麗なる一族』『化石』など。女優の黒木しのぶは妻、俳優の石崎二郎は長男、ジャズ・アルトサックス奏者の石崎忍は孫に当たる。

## 来歴・人物

### 映画界へ
1909年（明治42年）2月12日（金曜日）、北海道空知郡歌志内村（現在の歌志内市）に生まれる。父は明治中頃に北陸から移住し、夕張炭田の歌志内鉱に働く炭鉱夫だった。
1923年（大正12年）、歌志内尋常小学校を卒業すると中学教師になるため上京、神田三崎町の苦学生の溜まり場に入って、水道工事や道路工事などの肉体労働で学費と生活費を稼ぎながら正則英語学校や夜間学校に通うが、結局卒業することなく郷里に戻って、小学校の代用教員になる。半年後には神戸に行き、友人と婦人新聞の発行を計画して失敗、再び上京して職探しに奔走する。東京の兄の家に居候しながら映画を観たりするうち、映画関係の職を志す。
1929年（昭和4年）、日本映画俳優学校に入学する。1930年（昭和5年）、俳優学校の先輩である小杉勇・八木保太郎を頼って京都に赴き、2人の伝手で日活に入社、監督部入りを望んだが、俳優になるよう勧められて現代劇技芸部（俳優部）に入る。翌1931年（昭和6年）、島津元を芸名に、内田吐夢監督『日本嬢』に左翼の闘士役で映画デビューする。続く『動員令』（熊谷久虎監督）で主役に抜擢され、それまでの俳優にない朴訥（）な演技で注目される。『キネマ旬報』誌上で北川冬彦は「俳優では、島津元の素朴な芸は、いままでの俳優が持っていない意思的なところを示しているのは特に眼を引いた」と評しているが、本人は後年に「僕は芝居に乗らない気持ちで出てるだけ。それが自然な演技が要求される映画だから、それなりに行けた」とそのときを語っている。1932年（昭和7年）、『さらば東京』で共演した黒木しのぶと同棲ののち結婚する。仕事する日は必ず玄関で握手してから出かけるなど大変な愛妻家だった。

### 松竹時代
1933年（昭和8年）、『女性陣』を最後に日活を退社する。大阪劇団を経て1935年（昭和10年）に松竹蒲田撮影所に入社する。松竹入りの労をとったのは藤本真澄で、彼が五所平之助らによる新人養成グループのメンバーだったことから佐分利を五所に紹介し、五所は若手スターのいなかった松竹蒲田に入れ、若手二枚目として売り出すことになった。芸名は、蒲田に島津保次郎監督がいたため同じ苗字ではまずいということで、駐華公使で怪死した佐分利貞男と画家の佐分真にちなんで佐分利信と改名した。松竹入社第1作は五所監督の『あこがれ』で、高杉早苗の相手役を演じた。

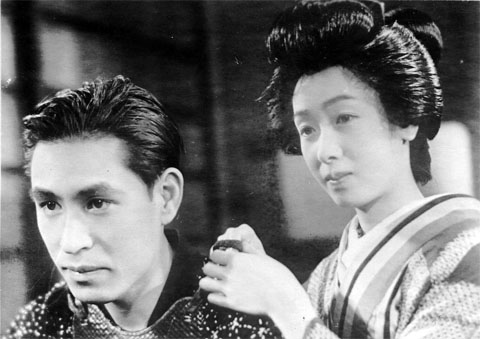
『男への条件』（1941年）のスチル写真。右は北見禮子。

1936年（昭和11年）、島津監督の『家族会議』に主演。東京と大阪の株屋の商戦を背景にしたメロドラマで、佐分利は東京の株屋の若主人を演じ、素朴かつ意志的な彼の性格そのままに、落ちついた率直な演技でこれを適役とした。これで注目された佐分利は、島津監督の『男性対女性』、野村浩将監督の『人妻椿』などで人気を伸ばし、五所監督の『新道 前後篇』で上原謙、佐野周二と共演してからはこの二人と松竹三羽烏を結成する。翌1937年（昭和12年）1月に徳大寺伸、笠智衆らとともに幹部待遇に昇格。同年の島津監督の恋愛ドラマ『婚約三羽烏』では、佐分利は地方出身、上原は山手出身、佐野は下町出身の若者を演じ、三人を目当てに女性ファンが殺到したという。
1938年（昭和13年）には徳大寺、佐野らとともに幹部に昇格する。大船調メロドラマの看板俳優として活躍する一方、1939年（昭和14年）の島津監督の『兄とその妹』では、妻と妹を持つ一家の家長として誠実に生きながら会社の同僚の策動に怒りを爆発させて職を退く、やさしさと男っぽさをもった男を好演し、演技者としてすぐれた資質を見せる。戦時中は理想主義的な誠実さを持つ知的な青年を持ち役とし、吉村公三郎監督の『暖流』では、敏腕で男らしく正義感にあふれる青年実業家、小津安二郎監督の『戸田家の兄妹』では、母と末妹を厄介者扱いする兄や姉に怒りをぶちまけ2人を引き取る末弟を演じる。

### 監督へ進出

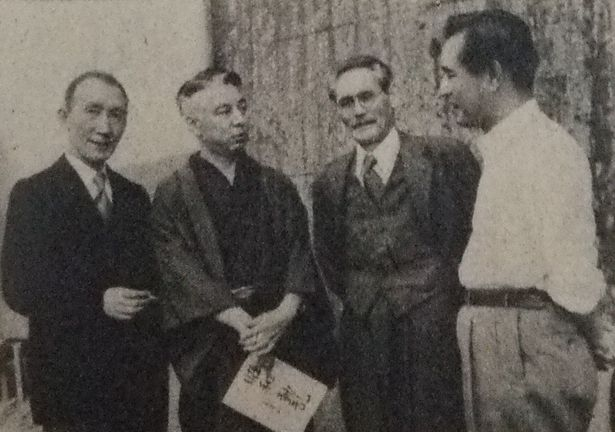
『風雪二十年』（1951年）の撮影風景。左から青山杉作、千田是也、薄田研二、佐分利。

戦後は引き続き松竹に所属してメロドラマに主演するが、キャラクターに合った役に恵まれず低迷する。1948年（昭和23年）、熊谷久虎が代表の芸研プロダクションの取締役に星野和平らとともに就任する。やがて俳優の傍ら監督業に進出し、1950年（昭和25年）に石川達三原作の『女性対男性』を監督第1作として発表、続けて『執行猶予』『あゝ青春』『風雪二十年』『慟哭』を監督する。いずれも社会性を持ち、リアリズムの色濃い芸術的水準の高い作品で、この4作はキネマ旬報ベスト・テンにランクインされた。その後も『人生劇場』『広場の孤独』『叛乱』『心に花の咲く日まで』『愛情の決算』と立て続けに監督作を発表していく。
1953年（昭和28年）11月8日、『叛乱』の撮影中に膵臓壊疽で倒れて中野組合病院に入院する。11月13日には輸血を受けるが重体が続き、一時は危篤と報じるマスコミもあった。2回の手術を受けて一命をとりとめるが、『叛乱』の監督は降板し、残りの場面は阿部豊が代理で監督して完成させた。西田税役で出演も兼ねており、これも降板して佐々木孝丸が代役を務めた。回復して松竹の『真実一路』への出演が決まるが、黄疸を併発して再び療養し、文学座と提携した監督作『心に花の咲く日まで』で再起する。次に、吉岡達夫の小説『オレンジ運河』の映画化を日本初の白黒シネマスコープとして製作する予定でロケハンまで行うが、当時の河野一郎農相の左翼的偏見なる批判などもあり挫折し、日映で製作した『悪徳』を経て、松竹で製作した『乙女の祈り』が最後の監督作となった。
監督としても活動している間、俳優としては大庭秀雄監督のメロドラマ『帰郷』、小津監督の『お茶漬の味』『彼岸花』、五所監督の『わが愛』、増村保造監督の『氾濫』などに出演し、朴訥ながら重厚な中年男・初老男を演じて演技に円熟味を加えた。

### 1960年代以後
1961年（昭和36年）以降はスクリーンから遠ざかってテレビドラマに活躍の場を移した。連続テレビ小説の『あかつき』、NETの『判決』などに主演し、同年にはTBSと演出家契約を結んで数本の作品で演出を手掛ける。
1973年（昭和48年）、熊井啓監督の『朝やけの詩』で12年ぶりに映画に復帰する。山崎豊子原作山本薩夫監督の『華麗なる一族』の中で万俵大介を演じ、傲慢な銀行頭取を重厚感たっぷりに表現したことで、映画俳優・佐分利信の存在を改めて重々しく印象付ける。1975年（昭和50年）には、その3年前に制作されたテレビ映画（1972年1月-3月に8回放送）を劇場用に公開した小林正樹監督の『化石』で主演し、死に直面した男を力演する。東映のヤクザ映画『日本の首領』3部作や、市川崑監督の『獄門島』、小林監督の『燃える秋』などでも貫禄ある演技を見せ、テレビドラマでは向田邦子脚本の『阿修羅のごとく』での父親役が晩年の代表作となった。
私生活では1964年（昭和39年）に妻の黒木を肝臓癌で亡くす。1982年（昭和57年）9月3日に体調不良を訴え、東京都板橋区の日大板橋病院に入院する。病名は黒木と同じ肝臓癌だったが、すでに手術不可能の状態にあり延命治療として医師から高カロリー輸液を勧められるもこれを拒否したため、同年9月22日午後11時55分に死去した。享年73歳。墓所は小平霊園。

## 受賞・受章歴
- 毎日映画コンクール
  - 1950年：男優演技賞『執行猶予』『帰郷』
  - 1952年：男優主演賞『波』『お茶漬の味』『慟哭』
  - 1975年：男優演技賞『化石』
- 1950年：第1回ブルーリボン賞 新人賞『女性対男性』『執行猶予』
- 1975年：第49回キネマ旬報ベスト・テン 主演男優賞『化石』
- 1975年：紫綬褒章

## 出演作品

### 映画
- 日本嬢（1931年、日活） - 三ちゃん

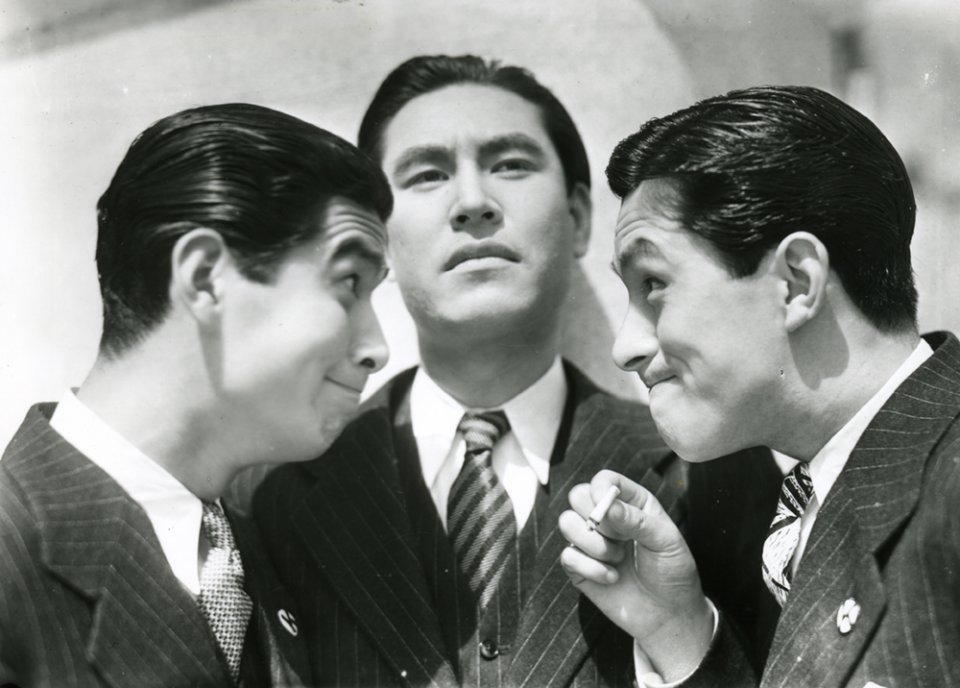
『婚約三羽烏』（1937年）

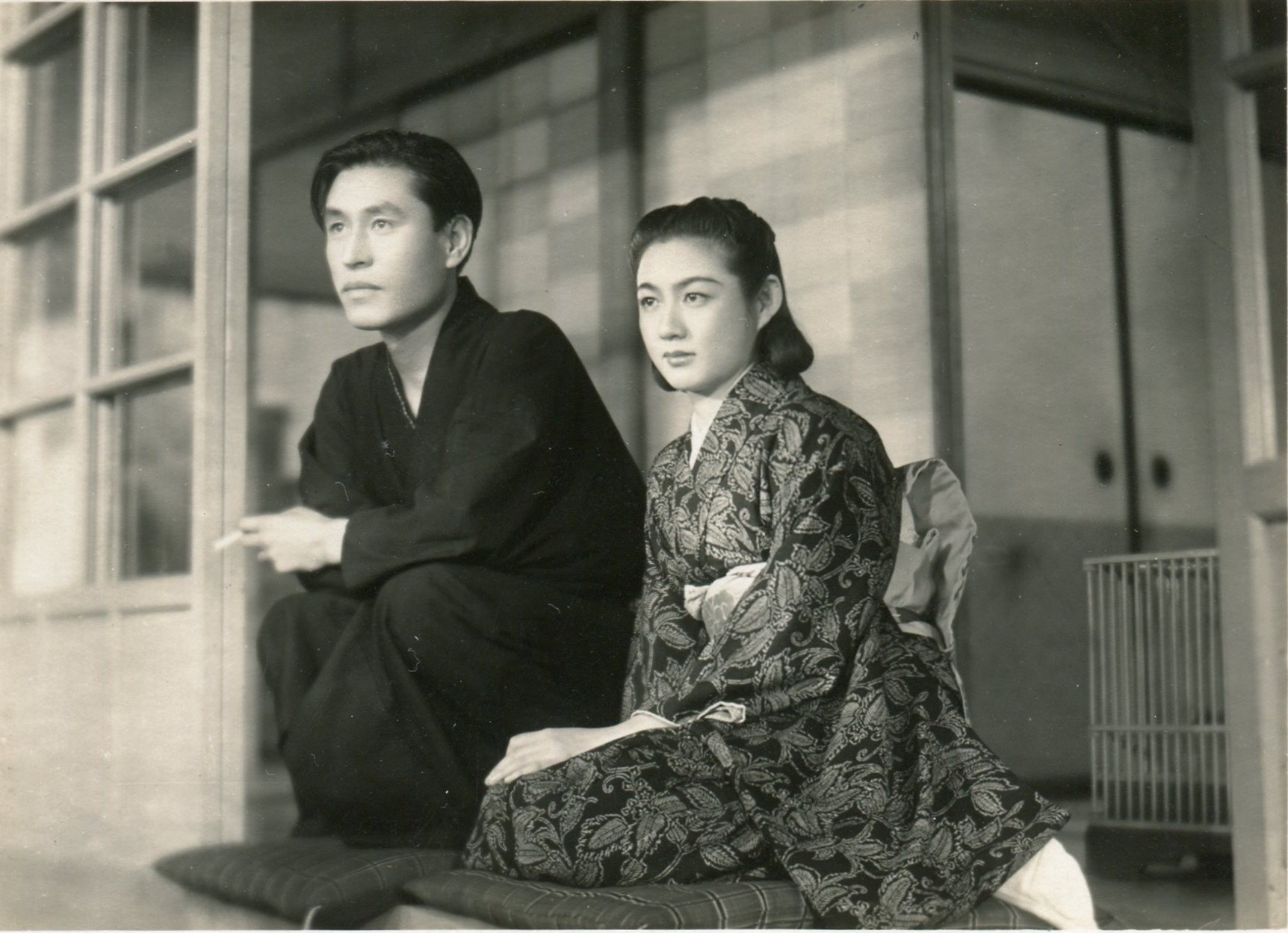
『戸田家の兄妹』（1941年）

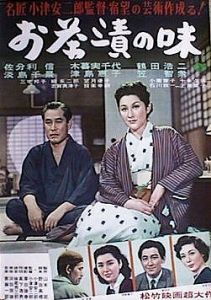
『お茶漬の味』（1952年）

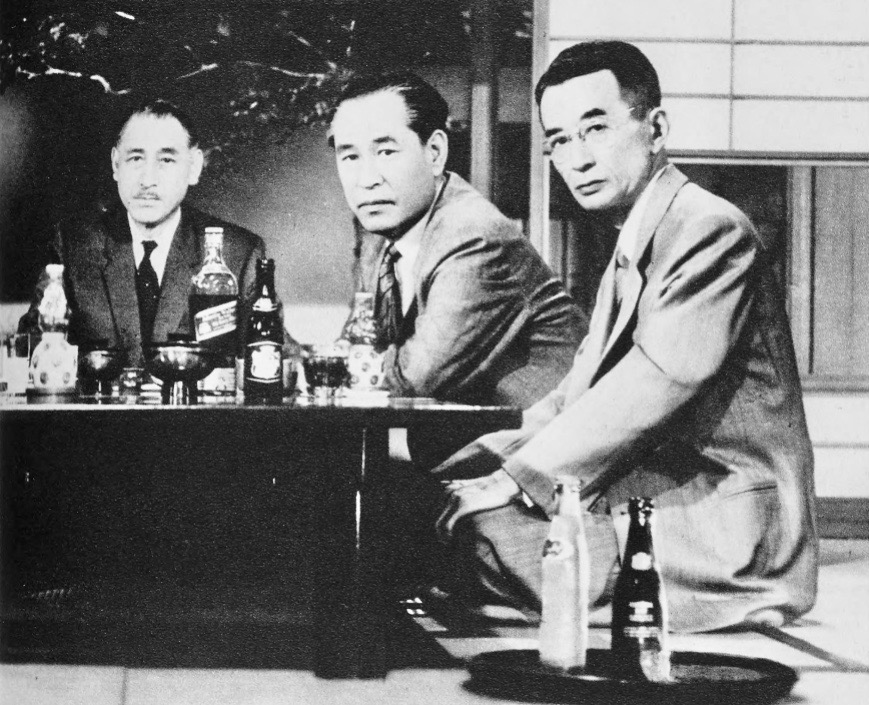
『秋日和』（1960年）

- 爆撃三勇士（1932年、日活） - 江下一等兵
- 人生のお荷物（1935年、松竹キネマ） - 橋本公正
- 朧夜の女（1936年、松竹大船）医師
- 家族会議（1936年、松竹キネマ） - 重住高之
- 男性対女性（1936年、松竹キネマ） - 長男行雄
- 人妻椿（1936年、松竹キネマ） - 矢野昭
- 新道 前篇朱実の巻・新道 後篇良太の巻（1936年、松竹キネマ） - 野上徹
- 荒城の月（1937年、松竹） - 三浦
- 朱と緑 朱の巻・緑の巻（1937年、松竹） - 瀬川清三
- 女医絹代先生（1937年、松竹） - 浅野安夫
- 金色夜叉（1937年、松竹） - 荒尾譲介
- 婚約三羽烏（1937年、松竹） - 三木信
- 男の償ひ（1937年、松竹） - 伊狩滋
- 新家庭暦（1938年、松竹） - 斎藤
- 母と子（1938年、松竹） - 寺尾
- 按摩と女（1938年、松竹） - 大村真太郎
- 愛染かつら（1938年、松竹） - 服部医学士
- 家庭日記（1938年、松竹） - 生方修三
- 結婚天気図（1939年、松竹）
- 兄とその妹（1939年、松竹） - 間宮敬介
- 花のある雑草（1939年、松竹） - 平松先生
- 新しき家族（1939年、松竹） - 健作
- 暖流（1939年、松竹） - 日疋祐三
- 絹代の初恋（1940年、松竹） - 桐山昌一郎
- 征戦愛馬譜 暁に祈る（1940年、松竹） - 松田部隊長
- 西住戦車長伝（1940年、松竹） - 細木部隊長
- 戸田家の兄妹（1941年、松竹） - 昌二郎
- 花は偽らず(1941年、松竹)  - 城太郎
- 女医の記録（1941年、松竹） - 神谷訓導
- 父ありき（1942年、松竹） - 黒川保太郎
- 秘話ノルマントン号事件 仮面の舞踏（1943年、松竹） - 恒岡精一郎
- 日常の戦ひ（1944年、東宝） - 谷口伸太郎
- 陸軍（1944年、松竹） - 機関銃隊長
- 天狗倒し（1944年、松竹） - 佐藤久馬
- 野戦軍楽隊（1944年、松竹） - 園田少尉
- 北の三人（1945年、東宝） - 原巖
- 伊豆の娘たち（1945年、松竹） - 宮内清
- 千日前附近（1945年、松竹）
- 嫉妬（1949年、松竹） - 芹沢耕介
- 別れのタンゴ（1949年、松竹） - 大井泰介
- 地獄の笛（1949年、芸研プロ） - 監視課長
- 女性対男性（1950年、芸研プロ） - 清三郎
- 執行猶予（1950年、芸研プロ）
- 帰郷（1950年、松竹） - 守屋恭吉
- 初恋問答 (1950年、松竹) -吉川
- 女の水鏡（1951年、松竹） - 真鍋検事
- 自由学校（1951年、松竹） - 南村五百助
- あゝ青春（1951年、松竹） - 佐竹重三郎
- 風雪二十年（1951年、東映） -  朝巻一郎
- 波（1952年、松竹） - 見並行介
- 離婚（1952年、東京プロ） - 佐久間大介
- お茶漬の味（1952年、松竹） - 佐竹茂吉
- 慟哭（1952年、新東宝） - 杉守修三
- 人生劇場（東映） - 青成瓢太郎
  - 第一部 青春愛欲篇（1952年）
  - 第二部 残侠風雲篇（1953年）
- 広場の孤独（1953年、俳優座） - 原口孝太郎
- 亡命記（1955年、松竹） - 林白成
- 青ヶ島の子供たち 女教師の記録（1955年、新東宝） - 島田氏
- 愛情の決算（1956年、東宝） - 楢崎雄吉
- 婚約三羽烏（1956年、東宝） - 谷山の父
- 軍神山本元帥と連合艦隊（1956年、新東宝） - 山本五十六
- 地上（1957年、大映） - 天野一郎
- 悪徳（1958年、日映） - 加治壮輔
- 彼岸花（1958年、松竹） - 平山渉
- あなたと私の合言葉 さようなら、今日は（1959年、大映） - 青田伍介
- 春を待つ人々（1959年、松竹） - 老政治家里見
- 花のれん（1959年、宝塚映画） - 伊藤友衛
- 氾濫（1959年、大映） - 真田佐平
- 乙女の祈り（1959年、松竹） - 矢代耕輔
- 三羽烏三代記（1959年、松竹） - 土屋信行
- わが愛（1960年、松竹） - 新津礼作
- 白い牙（1960年、松竹） - 田代東作
- 秋日和（1960年、松竹） - 間宮宗一
- 猟銃（1961年、松竹） - 三杉穣介
- 白い南風（1961年、松竹） - 重興
- 朝やけの詩（1973年、俳優座） - 稲城慎吾
- 華麗なる一族（1974年、芸苑社） - 万俵大介
- 砂の器（1974年、松竹） - 田所重喜
- 化石（1975年、俳優座映画放送・四騎の会） - 一鬼太治平
- 凍河（1976年、松竹） - 高見沢順造
- 日本の首領（東映） - 佐倉一誠
  - やくざ戦争 日本の首領（1977年）
  - 日本の首領 野望篇（1977年）
  - 日本の首領 完結篇（1978年）
- 獄門島（1977年、東宝映画） - 了然和尚
- 事件（1978年、松竹） - 谷本裁判長
- 皇帝のいない八月（1978年、松竹） - 大畑剛造
- 燃える秋（1979年、東宝映画・三越） - 影山良造
- 配達されない三通の手紙（1979年、松竹） - 唐沢光政
- 日本の黒幕（1979年、東映） - 山岡邦盟
- 五番町夕霧楼（1980年、松竹） - 田上慈州
- わるいやつら（1980年、松竹） - 地裁裁判長
- 地震列島（1980年、東宝映画） - 内閣総理大臣[11]
- 悪霊島（1981年、角川春樹事務所） - 刑部大膳
- 化石の荒野（1982年、角川春樹事務所） - 中臣晴義[注釈 2]

### テレビドラマ
- 山一名作劇場 / 美しき隣人（1958年、NTV）
- サンヨーテレビ劇場（KR）
  - 父ありき（1958年）
  - 私は貝になりたい（1958年） - 矢野中将（特別出演）
  - こころ（1959年）
  - 並木（1960年）
  - 勝敗（1960年）
  - 厳しい春（1961年）
- 雑草の歌 第46回「神々の愛でし子」（1959年、NTV）
- お好み日曜座 / 命美わし（1959年、NHK総合）
- 氷雨（1959年、NHK）[12]
- 百万人の劇場 第2回「警視総監の笑い」（1960年、CX）
- 東芝日曜劇場（KR→TBS）
  - 第186回「結婚のあとさき」（1960年）
  - 第243回「露地の奥」（1961年）
  - 第269回「雪折れ」（1962年）
  - 第273回「みをつくし」（1962年）
  - 第332回「通夜の客」（1963年）
  - 第519回「こわれない椅子」（1966年）
  - 第571回「わかれ」（1967年）
- これが真実だ 第35回「最後の日中平和交渉」（1960年、CX） - 緒方竹虎
- NHK劇場 / 真実一路（1961年、NHK総合）
- 日立ファミリーステージ / 判事よ自らを裁け（1961年、TBS） - 戸狩判事
- 近鉄金曜劇場
  - 鹿鳴館（1961年、TBS）
  - 悲の器（1963年、TBS）
  - 雪静かに（1966年、朝日放送）
- シャープ火曜劇場 第40回「明日の幸福」（1962年、CX） - 松崎寿一郎
- 判決（1962年 - 1966年、NET） - 岡崎隆則弁護士
- ミステリーベスト21 / 謀殺のカルテ（1963年、NET）
- 嫁ぐ日まで 第2回「梅咲きぬ」（1963年、CX）
- 連続テレビ小説（NHK総合）
  - あかつき（1963年） - 佐田正之助
  - あしたこそ（1968年） - 重宗恒有
- シャープ月曜劇場（CX）
  - 長い長い旅（1963年） - 植村平蔵
  - いのちみじかけれど（1963年） - 岡部
- 風雪（NHK総合）
  - 城（1964年） - 谷干城
  - 明治三十八年秋（1965年） - 綿貫一造
  - 草莽の微臣ありき（1965年） - 大隈重信
  - 女優須磨子（1965年） - 大隈重信
  - 新しい女（1965年） - 定二郎
- シオノギテレビ劇場（CX）
  - 有馬稲子アワー・通夜の客（1964年）
  - 沼津兵学校（1967年）
- 陽のあたる坂道（1965年、TBS）
- お嫁さん 第1シリーズ（1966年、CX） - 欣造
- 夫婦百景 第384回「空いた部屋」（1966年、NTV）
- 日産スター劇場 / 姉妹の春（1968年、NTV）
- 暖春（1969年、CX） - 山口信吉
- 銀河ドラマ（NHK総合）
  - ママに贈る大事件（1969年）
  - 古都憂愁（1970年） - 結城信吉
- わたしは許さない（1970年、KTV） - ジョージ・玉堂
- 花王 愛の劇場 / 美しき煩悩（1972年、TBS）
- 日本の戦後 第1集「日本分割 知られざる占領計画」（1977年、NHK総合） - 東郷茂徳
- 横溝正史シリーズ / 三つ首塔（1977年、毎日放送） - 上杉誠也
- 七人の刑事 第1話「警視総監の宝物」（1978年、TBS）
- 白い巨塔（1978年、CX） - 船尾徹
- 土曜ドラマ（NHK総合）
  - 阿修羅のごとく（1979年 - 1980年） - 竹沢恒太郎
  - 価格破壊（1981年）
- 悪の紋章（1979年、CX）
- 火曜劇場 / 帰らざる旅路（1979年、NTV） - 滝川
- 大捜査線（1980年、CX / ユニオン映画） - 刑事部長（特別出演）
- ザ・商社（1980年、NHK総合） - 住倉銀行頭取・八田恭三郎
- 土曜ワイド劇場 / 私は見た!雨の中の殺人（1980年、ANB）
- 木曜ゴールデンドラマ / 妻の悲劇!（1981年、読売テレビ）
- ザ・サスペンス / 入試問題殺人事件（1982年、TBS）[注釈 3]

## 監督・演出作品

### 映画
- 女性対男性（1950年、太泉映画・芸研プロダクション）
- 執行猶予（1950年、太泉映画・芸研プロダクション）※主演兼、キネマ旬報ベスト・テン第4位
- あゝ青春（1951年、松竹）※主演兼、キネマ旬報ベスト・テン第8位
- 風雪二十年（1951年、東映）※キネマ旬報ベスト・テン第6位
- 慟哭（1952年、東京プロ）※主演兼、キネマ旬報ベスト・テン第10位
- 人生劇場 第一部 青春愛欲篇（1952年、東映）
- 人生劇場 第二部 残侠風雲篇（1953年、東映）
- 広場の孤独（1953年、俳優座）
- 叛乱（1954年、新東宝）
- 心に花の咲く日まで（1955年、文学座）
- 愛情の決算（1956年、東宝）
- 夜の鴎（1957年、東宝）
- 悪徳（1958年、日映）※主演兼
- 乙女の祈り（1959年、松竹） ※主演兼

### テレビドラマ
- 山一名作劇場 / 美しき隣人（1958年、NTV）※安藤勇二と共同演出
- ゴールドステージ / 象牙の塔（1959年、NTV）※主演兼
- 百万人の劇場 第2回「警視総監の笑い」（1960年、CX）
- 東芝日曜劇場（TBS）
  - 第243回「露地の奥」（1961年）
  - 第269回「雪折れ」（1962年）
- テレビ芸術座 第6回「二人でお茶を」（1964年、東京12チャンネル）

## 文献
- 『三羽烏一代記―佐分利信・上原謙・佐野周二』野沢一馬編著、ワイズ出版、1999年4月 ISBN 4898300065